# Après mai
Apres Mai er en fransk film fra 2012. Filmen er instrueret af Olivier Assayas.

## Handling
Filmen foregår i Paris i begyndelsen 70'erne. Gilles (Clement Metayer) er en del af et militant studentermiljø, men har en kunstner i maven og tiltrækkes af filmkunsten. Han og hans kammerater finder igennem deres romantiske erfaringer og kunstneriske udvikling efterhånden deres plads i denne tumultariske tid.

## Medvirkende
- Clement Metayer – Gilles
- Lola Créton – Christine
- Dolores Chaplin – Actrice Londres
- Victoria Ley – Hippie
- India Menuez – Leslie
- Nathanjohn Carter – Tysk soldat
- Felix Armand – Alain
- Nick Donald – Tysk soldat
- Carole Combes – Laure
- Mathias Renou – Vincent
- Félix de Givry – Christophe